# Setanta
El setanta és el nombre natural que segueix el seixanta-nou i precedeix el setanta-u. Es pot escriure 70 o LXX segons si s'usen xifres àrabs o romanes, respectivament. És un nombre natural compost i defectiu. És un nombre d'Erdős-Woods.

## En altres dominis
- És el nombre atòmic de l'iterbi.
- La traducció de la Bíblia canònica durant segles va ser la dels Setanta.[cal citació]
- A la setantena olimpíada va néixer Sòcrates.[cal citació]
- Setanta és la freqüència cardíaca mitjana de l'home.[cal citació]
- Els anys 70 aC i 70.
- És un nombre d'Erdős-Woods.[1]